# Metro (Indonésie)
Pour les articles homonymes, voir Metro.
Metro, anciennement Trimurjo, est une kota située dans la province indonésienne de Lampung dans le sud de l'île de Sumatra. Fondée en 1936, elle a une superficie de 68,74 km2 et une population de 145 346 selon le recensement de 2010, et 152 428 selon l'estimation officielle de janvier 2014.
Son nom vient du javanais mitro (mitra en indonésien), qui signifie "ami",.